# Dichaetomyia defectiva
Dichaetomyia defectiva är en tvåvingeart som beskrevs av Fritz Isidore van Emden 1942. Dichaetomyia defectiva ingår i släktet Dichaetomyia och familjen husflugor.
Artens utbredningsområde är Kenya. Inga underarter finns listade i Catalogue of Life.